# Johann Joachim Becher

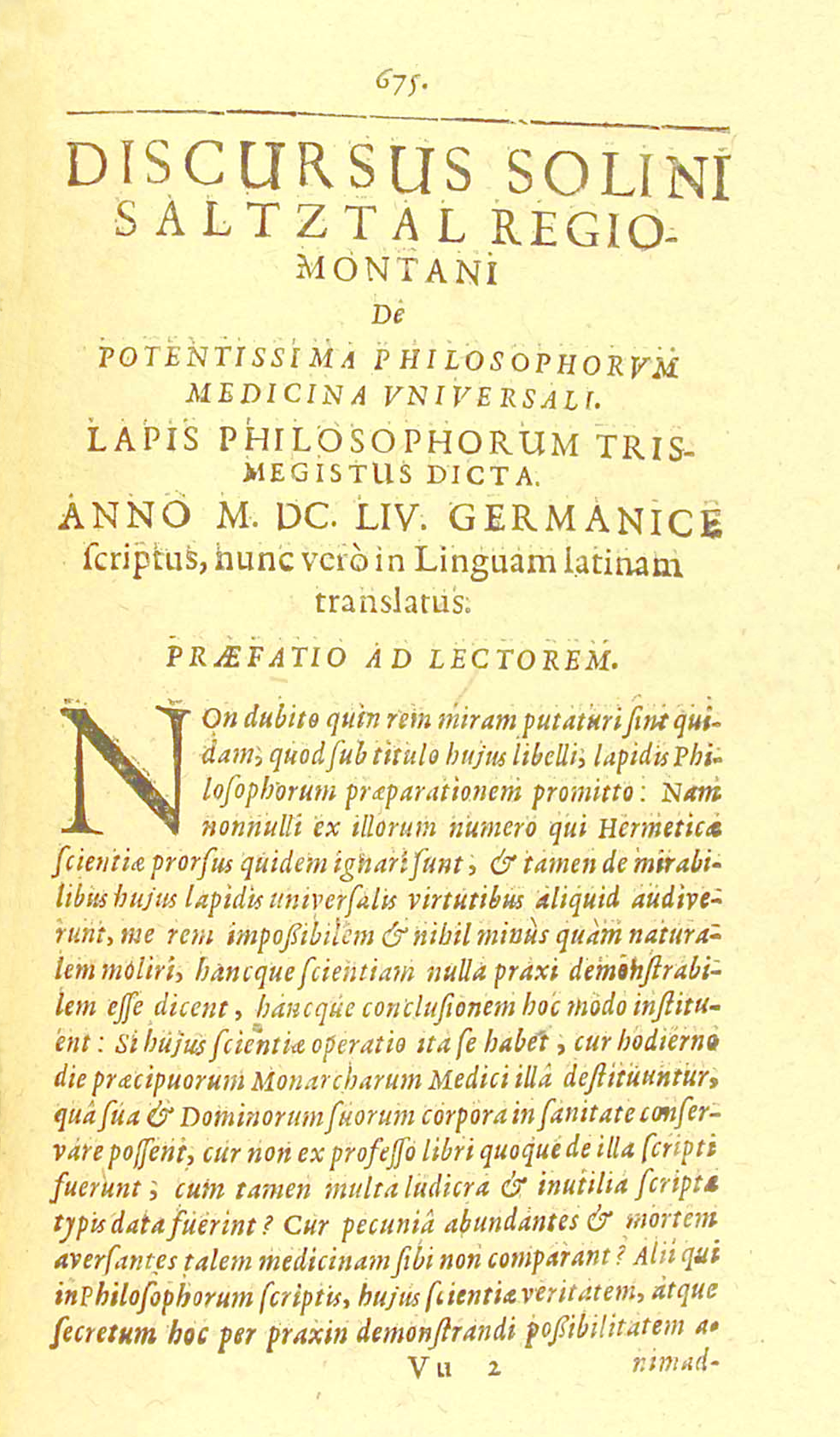
Pagina del Theatrum Chemicum Volume VI (1659), che mostra la prima pagina del Discursus Solini Saltztal Regiomontani De potentissima philosophorum medicina universali, lapis philosophorum trismegistus dicta.

Johann Becher, noto anche come Solin Salzthal di Regiomontus (Spira, 6 maggio 1635 – Londra, ottobre 1682), è stato un alchimista, chimico, economista e avventuriero tedesco, meglio conosciuto per il suo sviluppo della teoria della combustione del flogisto e il suo avanzamento del cameralismo austriaco.

## Biografia
Becher nacque a Spira durante la guerra dei trent'anni. Suo padre era un ministro luterano e morì quando Becher era un bambino. All'età di tredici anni Becher si ritrova responsabile non solo del proprio sostegno ma anche di quello della madre e dei due fratelli. Imparò e praticò diversi piccoli mestieri, dedicò le sue notti allo studio delle descrizioni più varie e guadagnò una miseria insegnando.
Nel 1654, all'età di diciannove anni, pubblicò i Discurs von der Großmächtigen Philosophischen Universal-Artzney / von den Philosophis genannt Lapis Philosophorum Trismegistus (discorso sull'onnipotente medicina filosofica e universale del filosofo Lapis Philosophorum Trismegistus) sotto lo pseudonimo di Solin Salzthal di Regiomontus. Fu pubblicato in latino nel 1659 come Discursus Solini Saltztal Regiomontani de potentissima philosophorum medicina universali, lapis philosophorum trismegistus dicta (tradotto da Johannes Jacobus Heilmann) in vol. VI del Theatrum Chemicum.
Nel 1657 fu nominato professore di medicina all'Università di Mainz e medico dell'arcivescovo elettore. La sua Metallurgia fu pubblicata nel 1660; l'anno successivo apparve il suo Character pro notitia linguarum universali, in cui fornisce 10.000 parole da usare come lingua universale. Nel 1663 pubblicò il suo Oedipum chemicum e un libro su animali, piante e minerali (Thier- Kräuter- und Bergbuch).
Nel 1666 fu nominato consigliere del commercio (in tedesco Commerzienrat) a Vienna, dove aveva ottenuto il potente sostegno del primo ministro dell'imperatore Leopoldo I. Inviato dall'imperatore in missione nei Paesi Bassi, vi scrisse in dieci giorni il suo Methodus Didactica, seguito dal Regeln der Christlichen Bundesgenossenschaft e il Politischer Discurs von den eigentlichen Ursachen des Auf- und Abblühens der Städte, Länder und Republiken. Nel 1669 pubblicò la sua Physica subterranea; lo stesso anno fu impegnato con il conte di Hanau in un piano per acquisire la colonizzazione olandese della Guiana dalla Compagnia olandese delle Indie occidentali.
Nel frattempo era stato nominato medico dell'elettore di Baviera; ma nel 1670 era di nuovo a Vienna come consigliere per la fondazione di una fabbrica di seta e proporre progetti per una grande compagnia di commercio con i Paesi Bassi e per un canale per unire il Reno e il Danubio.
Nel 1678 attraversò l'Inghilterra. Viaggiò in Scozia dove visitò le miniere su richiesta del principe Ruperto. In seguito viaggiò per lo stesso scopo in Cornovaglia e vi trascorse un anno. All'inizio del 1680, presentò alla Royal Society un documento in cui tentò di privare Christiaan Huygens dell'onore di applicare il pendolo alla misurazione del tempo. Nel 1682 tornò a Londra, dove scrisse Närrische Weisheit und weise Narrheit (in cui, secondo Otto Mayr fece ampi riferimenti a forni termoregolati), il libro Chymischer Glücks-Hafen, Oder Grosse Chymische Concordantz Und Collection, Von funffzehen hundert Chymischen Processen e morì nell'ottobre dello stesso anno.

## Eredità

### Cameralista austriaco
Becher fu il teorico più originale e influente del cameralismo austriaco. Cercò di trovare un equilibrio tra la necessità di ripristinare i livelli di popolazione e di produzione del dopoguerra sia nelle campagne sia nelle città. Appoggiandosi più seriamente al commercio, il cameralismo austriaco contribuì a concentrare l'attenzione sui problemi delle economie urbane della monarchia. Ferdinando II aveva già preso alcune misure correttive prima della sua morte, tentando di alleggerire i debiti delle città boeme e di porre limiti ad alcuni dei diritti commerciali della nobiltà terriera. Anche se i predecessori Asburgo avevano ritenuto le corporazioni responsabili della loro limitatezza, spreco e scarso valore della merce che creavano, Ferdinando II aumentò la pressione estendendo i diritti agli artigiani privati che di solito si guadagnavano l'appoggio dei potenti locali come feudatari, comandanti militari, chiese e università. Un editto di Leopoldo I nel 1689 aveva concesso al governo il diritto di monitorare e controllare il numero dei maestri e di ridurre gli effetti di monopolio delle operazioni delle corporazioni. Anche prima di questo, Becher, che era contro ogni forma di monopolio, aveva ipotizzato che un terzo dei 150.000 artigiani delle terre austriache fossero "Schwarzarbeiter" che non facevano parte di una corporazione.
Alcuni dei progetti di Becher ebbero un successo limitato. Col tempo il nuovo lanificio di Linz divenne persino uno dei più grandi e importanti d'Europa. Eppure la maggior parte delle iniziative del governo si concluse con un fallimento. La Commissione del Commercio era condannata dalla corruzione e dall'indifferenza di Sinzendorf. La fabbrica Tabor è quasi crollò dopo soli cinque anni a causa della mancanza di fondi governativi, ed venne poi distrutta due anni dopo durante l'invasione turca. La Compagnia Orientale fu fatalmente ostacolata da una combinazione di cattiva gestione, divieti di esportazione del governo contro la Turchia, l'opposizione dei mercanti ottomani (principalmente greci) e, infine, dallo scoppio della guerra. Anche la Kunst-und Werkhaus si chiuse durante gli anni ottanta del Seicento, in parte a causa della riluttanza del regime a importare un numero significativo di insegnanti e lavoratori qualificati stranieri protestanti.»

### Chimico e alchimista

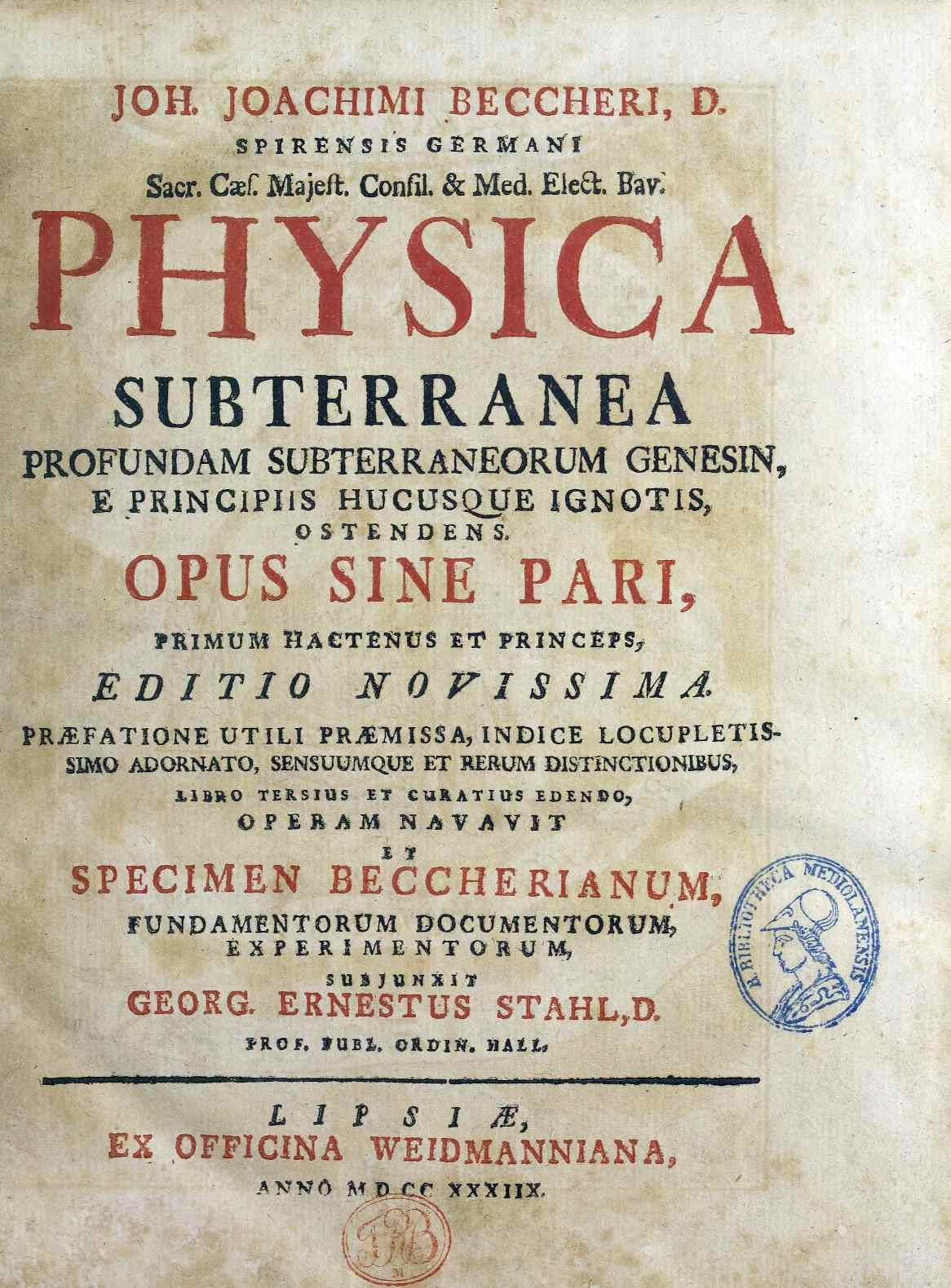
Physica subterranea, edizione 1738

William Cullen considerava Becher un chimico di primaria importanza e Physica subterranea come il più considerevole degli scritti di Bechers.
Bill Bryson, nella sua Breve storia di (quasi) tutto, osserva:

## Opere
- Aphorismen, a cura di Carl Böhret: Anregungen und Sentenzen des Polyhistors aus Speyer (1635–1682), in: Schriftenreihe der Johann-Joachim-Becher-Gesellschaft zu Speyer e.V. Speyer 2005 ISSN 1430-8193 (WC · ACNP)
- Character, pro notitia Linguarum Universali, Frankfurt, 1661.
- Parnassus Medicinalis illustratus. Oder: Ein neues / und dergestalt / vormahln noch nie gesehenes Thier-Kräuter- und Berg-Buch Sampt der Salernischen Schul. Alles in Hoch-Teutscher Sprach / sowol in Ligata als Prosa, lustig und außführlich in Vier Theilen beschrieben und mit Zwölffhundert Figuren gezieret, 1663.
- Oedipus chymicus, oder Chymischer Rätseldeuter, Frankfurt, 1664.
- Politischer Discurs: Von den eigentlichen Ursachen deß Auf- und Ablebens der Städt, Länder und Republicken, 1668.
- Actorum Laboratorii Chymici Monacensis, seu Physicae subterraneae, 2 voll., Frankfurt 1669. Edizioni successive Frankfurt 1681, Leipzig 1738 e 1742.
  - (LA) Physica subterranea, Leipzig, Moritz Georg Weidmann, 1738.
- Methodus Didactica Seu Clavis Et Praxis Super Novum Suum Organon Philologicum, Das ist: Gründlicher Beweis/ daß die Weg und Mittel/ welche die Schulen bißhero ins gemein gebraucht/ die Jugend zu Erlernung der Sprachen ... zu führen/ nicht gewiß/ noch sicher seyen/ sondern den Regulen und Natur der rechten Lehr/ und Lern-Kunst schnurstracks entgegen lauffen/ derentwegen gemeiniglich unfruchtbar/ und vergeblich ablauffen, 1669.
- Discurs Von den eigentlichen Ursachen deß Glücks und Unglücks, Frankfurt, 1669.
- Institutiones chymicae seu Manuductio ad philosophiam hermeticam, Mainz, 1662.
- Epistolae chymicae, Amsterdam 1673.
- Supplementum in physicam subterraneam, Frankfurt, 1675.
- Psychosophia oder Seelen-Weißheit : wie nemlich ein jeder Mensch aus Betrachtung seiner Seelen selbst allein alle Wissenschafft und Weißheit gründlich und beständig erlangen könne, 1678.
- Trifolium Becherianum Hollandicum Oder Der Römisch-Kayserlichen Mayestät Kammer- und Commercien-Raths Dr. Joh. Joachim Bechers Drey Neue Erfindungen : Bestehende in einer Seiden-Wasser-Mühle und Schmeltz-Werke ... ; Auß der Niederländischen in die Hochteutsche Sprach übersezzet, Zunner, Frankfurt, Main 1679,
- Chymisches Laboratorium oder Untererdische Naturkündigung, 2 voll., 1680.
- Chymischer Glückshafen oder Große Chymische Konkordanz, Frankfurt 1682.
- Närrische Weißheit Und Weise Narrheit: Oder Ein Hundert so Politische alß Physicalische Mechanische und Mercantilische Concepten und Propositionen, Frankfurt, 1682.
- Chymisches Laboratorium, oder unter-erdische Naturkündigung, Franckfurt, Fievet, 1690.

### Approfondimenti
- Anthony Endres, Neoclassical Microeconomic Theory: the founding Austrian version (London: Routledge Press, 1997).
- Erik Grimmer-Solem, The Rise of Historical Economics and Social Reform in Germany 1864-1894 (New York: Oxford University Press, 2003).